# ديركو كاباركا
ديركو كاباركا (بالإسبانية: Dirceu Cabarca)‏ مواليد 13 فبراير 1985 في بنما، هو ملاكم محترف بنمي يصنف ضمن فئة وزن الذبابة بدأ مسيرته الاحترافية سنة 2006 حيث خسر في نزاله الأول.

## المسيرة الاحترافية
من نزالاته:
- خسر أمام أدريان هيرنانديز (12-01-2013).
- خسر أمام أوليسيس سوليس (15-09-2009).

## إحصائيات
خاض خلال مسيرته 25 نزالا، فاز في 16 ولم يتعادل وخسر في 9. فاز بالضربة القاضية في 6 نزالات.

## روابط خارجية
- ديركو كاباركا على موقع بوكس ريك (الإنجليزية) (registration required)